# Дишник
45°36′ пн. ш. 16°53′ сх. д. / 45.60° пн. ш. 16.88° сх. д.
Дишник (хорв. Dišnik) — населений пункт у Хорватії, у Б'єловарсько-Білогорській жупанії у складі міста Гарешниця.

## Населення
Населення за даними перепису 2011 року становило 343 осіб.
Динаміка чисельності населення поселення: